# Юрген фон Бланкенбург
Юрген фон Бланкенбург (на немски: Jürgen von Blanckenburg; * 9 септември 1509; † 4 юни 1597) е благородник от род Бланкенбург, хауптман на Витщок и Голдтбеке, таен княжески съветник на Курфюрство Бранденбург .
Той е син на Хасе фон Бланкенбург и съпругата му Анна фон Овстиен. Внук е на херцогския мекленбургски съветник Йоахим фон Бланкенбург, господар във Волфсхаген († сл. 1470) и Анна фон Девиц († сл. 1472). Правнук е на мекленбургския съветник Хасо фон Бланкенбург († сл. 1457) и съпругата му фон Рутенберг.
Брат е на Хиполида фон Бланкенбург († 1562), омъжена на 8 януари 1559 г. за Ханс Стари фон Бер (1529 – 1598), и на Маргарета Доротея фон Бланкенбург (* ок. 1507), омъжена пр. 1523 г. за Клаус фон Линстов († сл. 1540).

## Фамилия
Юрген фон Бланкенбург се жени на 3 януари 1552 г. в Бойценбург в Бранденбург за Анна фон Арним († 1599), сестра на Бернд IV фон Арним (1542 – 1611), дъщеря на фогт и тайния съветник Ханс VIII фон Арним († 1553) и съпругата му Елизабет фон Бюлов († 1548). Те имат две дъщери:
- Мария фон Бланкенбург (* 31 март 1559; † 15 юни 1592, Ставенов), омъжена	1582 г. за Албрехт фон Квитцов (* 1527; † 11 юли 1595, Ставенов), съветник в Бранденбург и Мекленбург
- Маргарета фон Бланкенбург († 18 ноември 1616), омъжена 1581 г. за Егерт фон Мантойфел († януари 1613), господар в Арнхаузен и Полцин